# جوجل بليكس
جوجل بليكس (بالإنجليزية: Googleplex)‏ هو مقر شركة جوجل. يقع في ماونتن فيو، بمقاطعة سانتا كلارا، في ولاية كاليفورنيا وقريبة من مدينة سان جوزيه. جوجل بليكس (مجمع جوجل) هي دمج بين كلمتى جوجل و كومبليكس. توفر جوجل لموظفيها بيئة عمل فريدة من نوعها داخل هذا المقر وخارجه.

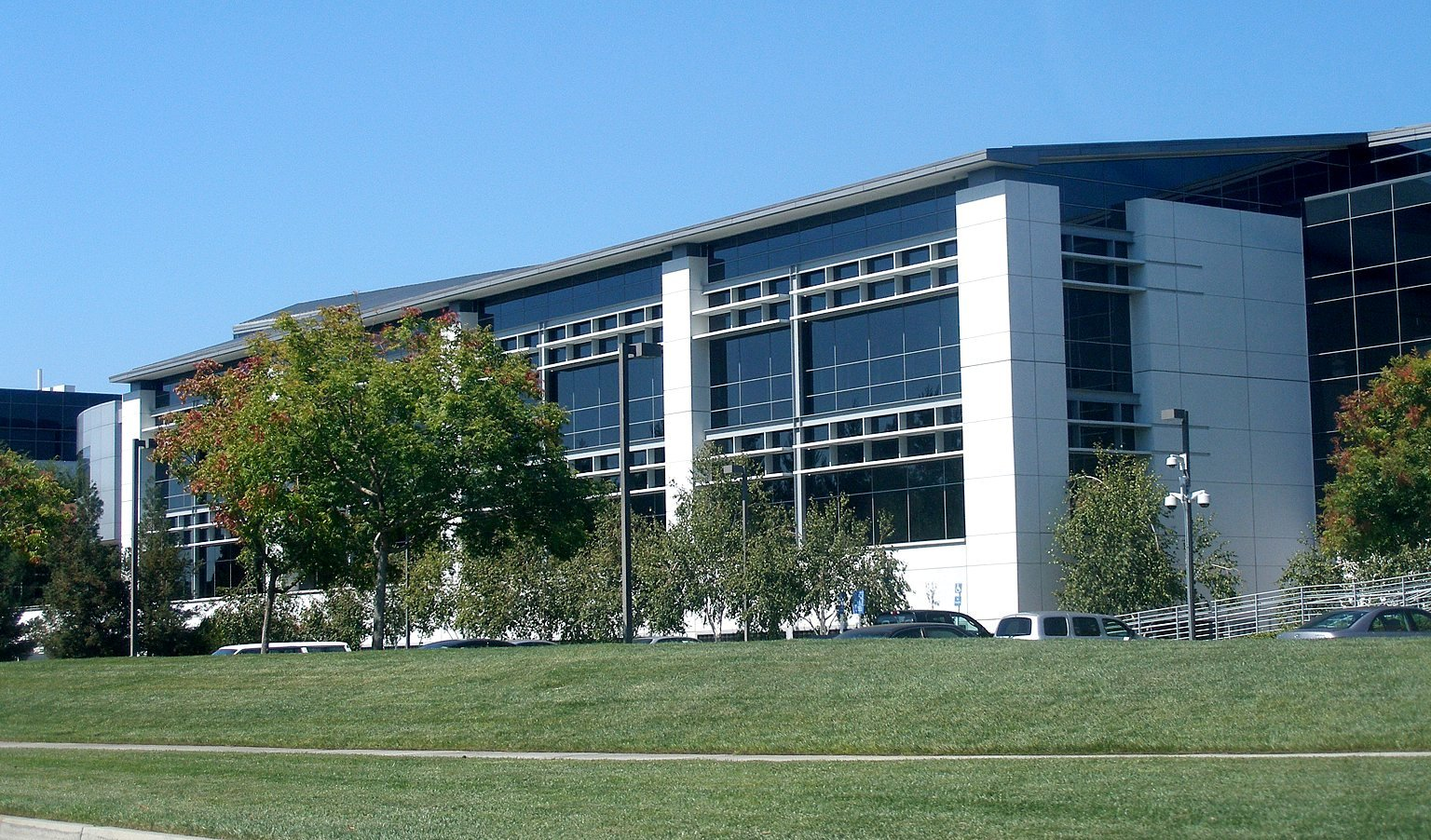
الجانب الجنوبي من جوجل بليكس

## وسائل الترفيه داخل جوجل بليكس
توفر «جوجل» لموظفيها داخل «جوجل-بلكس» العديد من وسائل الراحة والترفيه التي تساعدهم على الإبداع في العمل، وكأمثلة:
- ألعاب وفازات وأباجورات تحمل رسوم جوجل توضع على المكاتب.
- خبراء متخصصون في صيانة أجهزة الكمبيوتر والأجهزة الإلكترونية متواجدون في نفس المبنى لمساعدة أي موظف يحدث لأجهزته أي عطل
- حمامات سباحة بجانب المجمع، ويشرف عليهم منقذون محترفون لنجدة أي موظف يتعرض لخطر الغرق.
- سبورات أفكار، متناثرة في أروقة المبنى، ويمكن لأي موظف أن يلهو على السبورة أو يكتب أفكار أو يرسم ما يحلو له أثناء تناوله القهوة مع زملاءه أثناء وقت الراحة.
- طاولات بلياردو، يمكن للموظفين أن يستخدموها أثناء وقت الراحة أيضا.
- صالون حلاقة، يعمل به منسق تسريحات تعاقدت معه جوجل خصيصا لصالح موظفيها.
- ملعب كرة طائرة، أيضا يسمح للموظفين أثناء وقت الراحة أن يلعبوا كما يشاؤوا في ملعب الفولي بول.
- وجبات مجانية، توفر جوجل لموظفيها 3 وجبات مجانية صحية، وأثناء تناولهم لها في الكافيتيريا يمكنهم مطالعة لوحات فنية معلقة على الحائط من إبداعات الموظفين أنفسهم.
- ساحة لعب للأطفال، يوجد مكان لألعاب الأطفال أبناء موظفي جوجل.
- تدليك، يمكن من خلال «الماساج» التي يوفره محترفون داخل جوجل أن يزيل عن الموظفين بعض ضغط العمل ليشعروا بالاسترخاء مرة أخرى.
- اصطحاب الكلاب مسموح، يتاح لموظفي جوجل أن يصطحبوا كلابهم في العمل، لكن جلب القطط غير مسموح.

## وصلات خارجية
- مقال نشرته «تايم» عن الحياة داخل جوجل-بلكس نشر بفبراير 2006